# 에기나의 넥타리오스
에기나의 넥타리오스(Νεκτάριος Αιγίνης, 1846년 10월 1일 – 1920년 11월 8일), 펜타폴리스의 대주교이자 에기나의 기적자는 동방 정교회에서 가장 유명한 그리스 성인 중 한 명이다. 1961년 콘스탄티노폴리스 세계총대주교청에서 공식적으로 인정한 넥타리오스의 축일은 매년 11월 9일이다.

## 생애

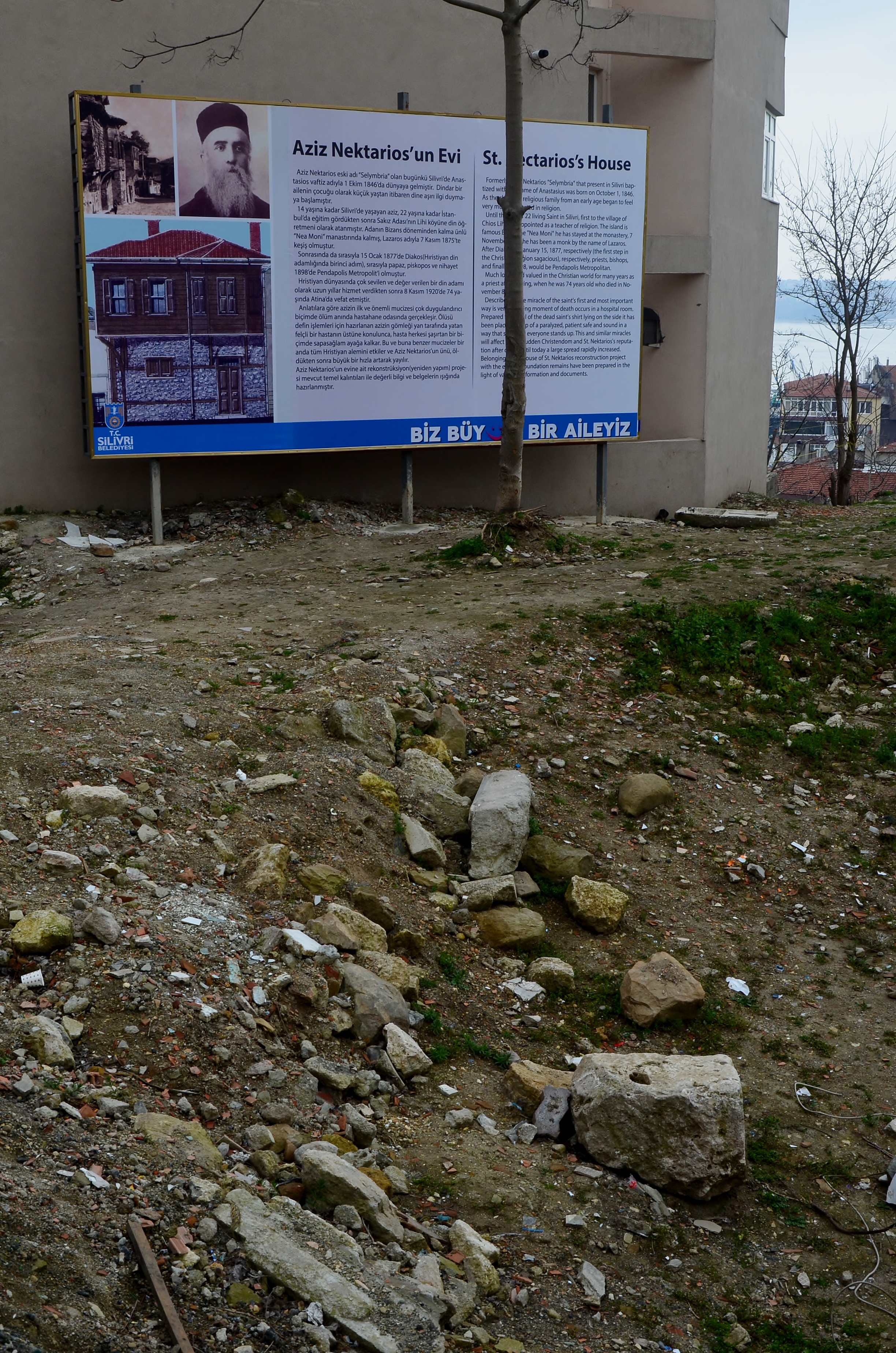
튀르키예 이스탄불 실리브리, 넥타리오스의 출생지

에기나의 성 넥타리오스는 아나스타시오스 케팔라스라는 이름으로 1846년 10월 1일 셀림브리아(현재 이스탄불 실리브리)의 가난한 가정에서 태어났다. 그의 부모인 디모스와 마리아 케팔라스는 독실한 기독교인이었지만 부유하지는 않았다.
14세에 아나스타시오스는 일을 하며 학업을 계속하기 위해 이스탄불로 이주했다. 그리고 1866년에 20세의 나이로 그는 교직을 잡기 위해 히오스 섬으로 이사했다. 이후 1876년 11월 7일에 그는 오랫동안 금욕적인 삶을 마음에 두었기에 30세의 나이로 키오스의 네아 모니 수도원에서 수도사가 되었다.
수도사가 된 지 3년 후에 그는 보제로 서품되며 넥타리오스라는 이름을 얻었고, 1885년에는 아티나 대학을 졸업하였다.
졸업 후 그는 알렉산드리아로 가서 사제로 서품을 받고 카이로의 성 니콜라스 교회를 섬겼다. 1889년에 그리스 정교회 총대주교 소프로니오스에 의해 펜타폴리스(현재 리비아 키레나이카에 있던 옛 교구)의 대주교로 축성되었다.
넥타리오스는 카이로에서 1년 동안 주교로 시목을 하였다. 그러나 그는 사람들에게 매우 인기가 있어 동료들 사이에서 질투와 견제를 불러 일으켰다.
결국, 그들은 넥타리오스가 총대주교를 대체하려는 야심을 가지고 있다고 그의 상관을 설득했고 넥타리오스는 설명도 없이 그의 직위에서 정직되었다. 그 후 그는 1891년에 그리스로 돌아와 설교자로 몇 년을 보내게 되었다.
넥타리오스는 아티나에서 15년 동안 사제 교육을 위한 리자리오스 신학교 학장으로 있었다. 그는 아티나 전역에서 널리 설교하면서 많은 연구과정을 개발하고 수많은 책을 저술했다.
1904년에 여러 수녀들의 요청으로 에기나섬에 삼위일체 수도원을 설립하였다.
1908년 12월 62세의 나이에 넥타리오스는 리자리오스 신학교 학장직을 사임하고 에기나 섬에 있는 삼위일체 수도원에서 수도사로 여생을 살았다. 그는 글을 쓰고, 출판하고, 설교하고, 고해성사를 들었고, 또한 그는 정원을 가꾸고 돌을 나르며 자신의 자금으로 지어진 수도원 건물의 건설을 도왔다.
넥타리오스는 1911년 두 명의 여성을 부제로 임명했다. 1950년대까지 몇몇 그리스 정교회 수녀들도 수도원의 여성 부제가 되었다. 1986년 디미트리오스 대교구장이자 나중에 아테네와 그리스의 대주교가 된 크리스토둘로스는 "성 넥타리오스 경구"에 따라 여성 부제를 서품했다.
수도생활의 부흥을 위해 여생을 바친 넥타리오스는 전립선암으로 1920년 11월 8일 74세의 나이에 선종했으며 시신은 삼위일체 수도원에 묻혔다.

## 시성
1961년 4월 20일 콘스탄디누폴리스 총대주교청에서 넥타리오스를 성인으로 공식 승인했다. 성 넥타리오스 축일은 매년 11월 9일이다.

## 같이 보기
- "순결하신 동정녀시여 "(Ἁγνὴ Παρθένε), 에기나의 넥타리오스가 작곡한 성가.